# 80 Pegasi
80 Pegasi, eller HH Pegasi, är en pulserande variabel av halvregelbunden typ (SRC) i stjärnbilden Pegasus.
80 Pegasi har visuell magnitud +5,8 och varierar med 0,118 magnituder och en period av 21,03 dygn. Den befinner sig på ett avstånd av ungefär 620 ljusår.